# Tambourine Studios
Tambourine Studios är en musikstudio som startades 1991 i Malmö av bandmedlemmarna i Eggstone. Stora svenska band som till exempel The Ark, The Cardigans, The Hives, Peter Bjorn & John och Bob hund har spelat in där. Även internationella artister och grupper har blivit producerade där, som till exempel Tom Jones.
Studion hade en viktig roll för den svenska pop- och indievågen på 90- och 00-talet, och skulle komma att starkt påverka den svenska musikexportens sound och uttryck i världen under samma tid.
Tambourine Studios har även hanterat många av sina klienters ekonomi, en verksamhet som i slutänden blev upprinnelsen till den av massmedia kallad Tambourine-härvan.